# Eduardo Fernández Rubiño
Eduardo Fernández Rubiño (Madrid, 13 de setembre de 1991) és un polític i activista espanyol i va ser responsable de l'àrea de xarxes socials de Podem. És diputat a l'Assemblea de Madrid.
Fill de professor de filosofia i de cartera, va estudiar filosofia a la Universitat Complutense de Madrid. Va ser representant d'estudiants al Claustre, així com membre de la Delegació Central d'Estudiants de la Complutense. Va entrar a formar part de Joventut Sense Futur, un col·lectiu en contra la precarietat econòmica i social de la joventut espanyola en el marc del moviment 15M. En aquest context, va començar a treballar en el terreny de les xarxes socials i en el disseny de campanyes polítiques digitals. A l'Assemblea Ciutadana «Sí Que es Pot» de l'octubre de 2015 va ser escollit membre del consell ciutadà estatal i nomenat responsable de l'àrea de xarxes socials de Podem. Va ser assessor de Pablo Iglesias en matèria de xarxes socials i ha treballat com a assessor en comunicació a Internet al Parlament Europeu. És obertament homosexual i ha estat activista de col·lectius estudiantils LGBT.